# 郭舒贤
郭舒贤（英語：Ann Kok，原名郭淑贤，1973年1月11日—），新加坡女演員、歌手及主持人，籍貫廣東。歌影视三棲，也是新加坡娱乐圈里继郑惠玉及范文芳后的阿姐级人马，称为「三姐」。

## 演艺生涯

### 新視時期
郭舒贤在1993年凭着新加坡最具权威性的选秀比赛《才华横溢出新秀》出道。郭舒贤虽未获冠亚季军，但其具多面的才艺及宽广的戏路被新视相中，签约后成为深受力捧的新生代女演员之一。1995年，她便夺得了新视《红星大奖》的“五大最受欢迎女艺人”，并被媒体封为新视的“三姐”。演而优则唱的她，签约“台湾华纳唱片”成为少数有机会到台湾发行唱片的新视艺人之一，紅極一時。。

### 新加坡海外发展時期
2000年，郭舒贤决定不与新视续约，改而签约香港经纪公司负责接演海外演艺工作。在这期间，她参演了香港亞洲电视的剧集《子是故人來》，此外也同时在中国大陆、台湾及韩国等地参与戏剧及电影演出。

### 前报业传讯時期
郭舒贤在2003年被前报业传讯優頻道邀请回新，接拍环境喜剧《OK没问题》。舒贤摆脱一贯乖乖女的形象，在剧中饰演“阿莲”的惊爆演出让观众眼前一亮，报业传讯即刻乘胜追击邀请这名具有庞大支持群众的“三姐”加盟，主攻优频道戏剧。她前后也参与了《恭喜发财》、《海军》、《易心人》及《零楼》等剧。

### 新传媒時期
2005年，新加坡媒体大整合，郭舒贤重回阔别五年的新传媒電視，参与了《有福》及《爱的掌门人》的演出，并凭着《爱的掌门人》突破性的演出入围2006年《红星大奖2006》“最佳女主角”奖项，最终却出乎意料的败给了“冷马”李锦梅，引起观众对电视台的强烈反弹。《爱的掌门人》各演员的精湛演技、鲜明的角色与剧种受到观众的热烈欢迎，使到该剧成为当年的“最高收视率电视剧”。
2006年，新传媒开始力捧旗下培养出来的“7公主”，一众中生代演员开始面临淘汰威胁，郭舒贤跨身综艺组，参与数个综艺节目的主持工作，也在《明星偶像》选秀节目中担任常驻评审，更参与该节目的单元剧《他是谁》的演出。
2007年，郭舒贤接演长寿剧《手足》，在剧中忧郁症的表现也令人赞赏，更与剧中饰演姐妹的劉芷絢结为好友。
2008年，郭舒贤在与郑斌辉及郑惠玉合作中的《绝对佳人》里饰演一名患乳癌的职场女强人，演技备受观众肯定。随后，郭舒贤也接演新传媒与马来西亚ntv7电视台合制的《幸福满贯》。
数年的默默耕耘，2009年，郭舒贤在新传媒委制剧《煮妇的假期》饰演一名40岁的家庭主妇Alice，该剧出街后随即成为全城话题。舒贤的精湛演技获得广大观众群的大力支持，也因角色非常生活化，能够反映现实生活，使到观众对Alice之角色产生共鸣。该剧的收视率多次突破百万，击败多部新传媒其他的大制作与重头剧，如《当我们同在一起》与《双子星》。《煮》因此成为了新加坡2009年的“最高收视率连续剧”。她凭着《煮妇的假期》双料入围《红星大奖》，更是得奖大热门，媒体也一致预测郭舒贤将是晚会的双料得主，不料最终却大热倒灶，除了没能摘下“十大最受欢迎女艺人”之外，更在“最佳女主角”奖项中败给角色不受瞩目的陈莉萍，再次引起网民及粉丝的强烈不满，质疑新传媒对奖项处理的透明度。
2010年，郭舒贤参与了贺岁剧《过好年》的演出，在剧中饰演一名跛脚妇，内敛的演技让观众拍案叫绝。郭舒贤除了在8频道的戏剧演出之外，她更跨台至U频道，在电视电影《煮持人》中与台湾演員张孝全大谈“姐弟恋”，该电视电影也获选为第十三届上海国际电影节的参展电影之一。此外，郭舒贤也客串了亚洲首部以魔术为题材的电视剧《魔幻视界》。
随后郭舒贤与许美珍及郭蕙雯在《三个女人一个宝》中的亮眼演出，其收放自如的演技，再一次被观众认同。随后，郭舒贤也参与了法庭剧《走进走出》的演出。
《走》剧播出以后，郭舒贤在剧中气势劲压多位主角，表现之亮眼让不少媒体及影评人都不禁赞扬郭舒贤在饰演的“郑丹妮”，影评人更把郭舒贤的演技视为该剧唯一可取。而观众的强烈支持也使到本地媒体开始声援郭舒贤，觉得她应该接演更具发挥性的角色。《走》的角色也成功入围了《红星大奖2010》的“最佳女配角”，舒贤再度成为媒体吹捧的夺奖大热门。
2011年，與新傳媒電視還有一年合約的郭舒贤，對公司對新人和舊人的運作方式感到無奈，表示自己可能不再續約。同年4月24日，郭舒贤在《红星大奖2011》“最佳女配角”奖项上再次大热倒炉，败给黑马潘玲玲。但郭舒贤却成功摘下阔别11年的第一座《红星大奖》“十大最受欢迎女艺人”奖项，而上台致词的一句“I'm Back”撼动了全场气氛。這一年，郭舒贤与林湘萍及郑各评参与了一部由新传媒马来西亚分公司制作的7点档重头剧，这部全程在马来西亚林明取景的电视剧《甘榜情》，将是新传媒7点档阔别近两年后所播出的第一部本地电视连续剧。此外，郭舒贤也与来自香港的资深演员宣萱合作，在《万福楼》中与郑斌辉及王沺裁联手飚戏，该剧5月中旬开拍，在2011年8月29日于8频道晚间9时播映，已播映完畢。同年，在10月份的8频道9点档新剧《行医》，与李铭顺和刘子绚再度合作。
2012年，郭舒賢與多年未合作的拍档周初明 在U频道重头剧《注定》中飾演戀人。郭舒賢也以《万福楼》入圍《红星大奖2012》最佳女主角。再度与奖项擦肩而过，而得主为入围者中最弱的白薇秀。此外，郭舒贤也参与了由金牌编剧编写的8频道年度重头剧《对对碰》，造型惊为天人，堪称始上首例。
此外，郭舒贤的演技再度受到肯定，凭着《甘榜情》及《注定》，成为《亚洲电视大奖》的首位双入围“视后候选人”。
2013年，与刘子绚姐妹情深一起开Zakka（杂货）小店，店名BFF，BFF正是 Best Friend Forever缩写，代表两人友谊长存。郭舒贤出道20首次进军大荧幕，联合李铭顺及李国煌等演出电影《我是孝子》，该片预计2014年5月上映。
2014年2月，阔别1年3个月，郭舒贤的新剧《砂煲肉骨茶》播出，内斂的演技深受好評，此劇收視突破百萬。
2014年3月，郭舒贤正式离开新传媒，结束与新传媒长达9年的合作关系。備受爭議的是，原本在合格期内符合入圍條件（2013年1月1日-12月31日有作品者）的郭舒賢被新傳媒指不符合參賽資格，無緣入圍《紅星大獎20》的所有獎項，反到在2月已經離開新傳媒的周穎卻有資格角逐獎項。此事招到粉絲在不同社交媒體及報章媒體的抨擊，郭舒賢僅差兩座10大就可以獲得“超級紅星”殊榮了。
2014年6月，郭舒賢暫別新傳媒的作品《最爱是你》将在8频道首播。

## 影视作品

### 电视剧
| 年份   | 國家       | 首播頻道       | 劇名                 | 角色                      | 合作演員                                             | 性質       | 備註                             |  |  |
| ------ | ---------- | -------------- | -------------------- | ------------------------- | ---------------------------------------------------- | ---------- | -------------------------------- |  |  |
| 1993年 | 新加坡     | 新傳媒8頻道    | 红尘独舞             | 蒋心兰                    | 李锦梅、黄嫊芳、李月仪、成建辉                       | 女配角     | 首部主演电视剧                   |  |  |
| 1994年 | 新加坡     | 新傳媒8頻道    | 壮志骄阳             | 高月梅                    | 陈秀环、黄嫊芳、黄奕良、郑文泉、梁维东、夏川、黄少婷 | 女主角之一 |                                  |  |  |
| 1994年 | 新加坡     | 新傳媒8頻道    | 崑崙奴               | 张颖                      |                                                      |            |                                  |  |  |
| 1995年 | 新加坡     | 新傳媒8頻道    | 是非屋               |                           |                                                      |            |                                  |  |  |
| 1995年 | 新加坡     | 新傳媒8頻道    | 医胆仁心             | 唐欣                      |                                                      |            |                                  |  |  |
| 1995年 | 新加坡     | 新傳媒8頻道    | 天师钟馗之三会包青天 | 柳叶琴                    |                                                      |            |                                  |  |  |
| 1995年 | 新加坡     | 新傳媒8頻道    | 阳光列车             | 葉小津                    |                                                      |            |                                  |  |  |
| 1995年 | 新加坡     | 新傳媒8頻道    | 阳光列车II           |                           |                                                      |            |                                  |  |  |
| 1996年 | 新加坡     | 新傳媒8頻道    | 塞外奇侠             | 纳兰明慧、易兰珠          |                                                      |            |                                  |  |  |
| 1996年 | 新加坡     | 新傳媒8頻道    | 济公活佛             | 岳银瓶／李小梅            |                                                      |            |                                  |  |  |
| 1997年 | 新加坡     | 新傳媒8頻道    | 婚姻法庭             |                           |                                                      |            |                                  |  |  |
| 1997年 | 新加坡     | 新傳媒8頻道    | 101老婆之17+1        |                           |                                                      |            |                                  |  |  |
| 1997年 | 新加坡     | 新傳媒8頻道    | 客家之歌             | 菊香                      |                                                      |            |                                  |  |  |
| 1998年 | 新加坡     | 新傳媒8頻道    | 钢琴88               |                           |                                                      |            |                                  |  |  |
| 1998年 | 新加坡     | 新傳媒8頻道    | 7个梦之不道德的梦    | 董芊芊                    |                                                      |            |                                  |  |  |
| 1998年 | 新加坡     | 新傳媒8頻道    | 陌生人               |                           |                                                      |            |                                  |  |  |
| 1999年 | 新加坡     | 新傳媒8頻道    | 福满人间             | 冯赛满、月娥              |                                                      |            |                                  |  |  |
| 2000年 | 新加坡     | 新傳媒8頻道    | 扫冰者               |                           |                                                      |            |                                  |  |  |
| 2000年 | 新加坡     | 新傳媒8頻道    | 流金税月             | 中山美雪 (Yuki Nakayama)  | 吳倩蓮                                               |            |                                  |  |  |
| 2002年 | 新加坡     | 新傳媒8頻道    | 香港                 | 亚洲电视                  | 8号巴士站站情                                        | 卢苇       |                                  |  |  |
| 2002年 | 子是故人来 | 石彩玉（青年） | 香港                 | 亚洲电视                  |                                                      |            |                                  |  |  |
| 2002年 | 臺灣       |                | 一切从结婚开始       |                           |                                                      |            |                                  |  |  |
| 2003年 | 新加坡     | 報業傳訊 U頻道 | OK没问题             |                           |                                                      |            |                                  |  |  |
| 2004年 | 新加坡     | 報業傳訊 U頻道 | 恭喜发财             |                           |                                                      |            |                                  |  |  |
| 2004年 | 新加坡     | 報業傳訊 U頻道 | 海军                 | 趙秀雯、趙麗雯（孿生姐妹) |                                                      |            |                                  |  |  |
| 2004年 | 新加坡     | 報業傳訊 U頻道 | 易心人               |                           |                                                      | 女主角     |                                  |  |  |
| 2004年 | 新加坡     | 報業傳訊 U頻道 | 零楼                 |                           |                                                      |            |                                  |  |  |
| 2005年 | 新加坡     | 新傳媒8頻道    | 有福                 |                           |                                                      |            |                                  |  |  |
| 2005年 | 新加坡     | 新傳媒8頻道    | 爱的掌门人           | 薛家燕                    |                                                      |            | 入围《红星大奖2006》最佳女主角   |  |  |
| 2006年 | 新加坡     | 新傳媒8頻道    | 他是谁               |                           |                                                      | 客串       | 该剧为选秀节目《明星偶像》单元剧 |  |  |
| 2006年 | 新加坡     | 新傳媒8頻道    | 法庭俏佳人           |                           |                                                      |            |                                  |  |  |
| 2006年 | 新加坡     | 新傳媒8頻道    | 最高点               |                           |                                                      |            |                                  |  |  |
| 2007年 | 新加坡     | 新傳媒8頻道    | 手足I                | 郑银莎                    |                                                      |            |                                  |  |  |
| 2008年 | 新加坡     | 新傳媒8頻道    | 手足II               | 郑银莎                    |                                                      |            |                                  |  |  |
| 2008年 | 新加坡     | 新傳媒8頻道    | 绝对佳人             | 林秀慧                    |                                                      | 女主角     |                                  |  |  |
| 2008年 | 新加坡     | 新傳媒8頻道    | 幸福满贯             | 林正娴                    |                                                      |            | 与马来西亚NTV7合制剧             |  |  |
| 2009年 | 新加坡     | 新傳媒8頻道    | 煮妇的假期           | Alice Zeng                |                                                      |            | 入围《红星大奖2009》最佳女主角   |  |  |
| 2009年 | 新加坡     | 新傳媒8頻道    | 书包太重             | 康巧珍                    |                                                      | 女主角     |                                  |  |  |
| 2009年 | 新加坡     | 新傳媒8頻道    | 企鹅爸爸             | 杨欣北                    |                                                      |            |                                  |  |  |
| 2010年 | 新加坡     | 新傳媒8頻道    | 过好年               | 董水星                    |                                                      |            |                                  |  |  |
| 2010年 | 新加坡     | 新傳媒8頻道    | 新傳媒U頻道          | 魔幻视界                  | Shayne Yang                                          |            | 女主角                           |  |  |
| 2010年 | 新加坡     | 新傳媒8頻道    | 三个女人一个宝       | 林慧娴                    |                                                      |            |                                  |  |  |
| 2010年 | 新加坡     | 新傳媒8頻道    | 走进走出             | 郑丹妮                    |                                                      | 女配角     | 入围《红星大奖2011》最佳女配角   |  |  |
| 2011年 | 新加坡     | 新傳媒8頻道    | 甘榜情               | 冯月满                    |                                                      | 第一女主角 | 入围《红星大奖2012》最喜爱女角色 |  |  |
| 2011年 | 新加坡     | 新傳媒8頻道    | 万福楼               | 梁品红                    | 宣萱                                                 |            | 入围《红星大奖2012》最佳女主角   |  |  |
| 2011年 | 新加坡     | 新傳媒8頻道    | 行医                 | 叶芝仪                    |                                                      | 第二女主角 |                                  |  |  |
| 2012年 | 新加坡     | 新傳媒8頻道    | 注定                 | 许淑敏                    |                                                      |            |                                  |  |  |
| 2012年 | 新加坡     | 新傳媒8頻道    | 对对碰               | Vivian                    |                                                      |            | 入围《红星大奖2013》最喜爱女角色 |  |  |
| 2014年 | 新加坡     | 新傳媒8頻道    | 砂煲肉骨茶           | 林芳                      |                                                      |            |                                  |  |  |
| 2014年 | 新加坡     | 新傳媒8頻道    | 最愛是你             | 宋楚云                    |                                                      | 第一女主角 |                                  |  |  |
| 2015年 | 新加坡     | 新傳媒8頻道    | 起飞                 | 邓雪莉                    |                                                      |            | 哇哇映画制作                     |  |  |
| 2018年 | 新加坡     | 新傳媒8頻道    | 入侵者               | 王静仪                    |                                                      | 特别演出   | 哇哇映画制作                     |  |  |
| 2018年 | 新加坡     | 新傳媒8頻道    | 千年来说对不起-前传  | 九尾狐/胡纤               |                                                      | 第二女主角 | 哇哇映画制作                     |  |  |
| 2018年 | 新加坡     | 新傳媒8頻道    | 千年来说对不起       | 九尾狐/胡纤               |                                                      | 特别演出   | 哇哇映画制作                     |  |  |
| 2019年 | 新加坡     | 新傳媒8頻道    | 阴错阳差             | 孟娇                      |                                                      | 第二女主角 |                                  |  |  |
| 2022年 | 新加坡     | 新傳媒8頻道    | 医生不是神           | 洪淑芬                    |                                                      | 第一女主角 | 长寿剧                           |  |  |
| 2025年 |            | 新傳媒8頻道    | 没马跑               | 巫大宝                    | 刘谦益、田铭耀、王欣、曾晓晴、刘诗璇                 | 女主角之一 | 方言剧                           |  |  |

### 电视电影／電影
| 年份   | 國家   | 出品公司 | 劇名       | 角色 | 合作演員       | 性質     | 備註     |
| ------ | ------ | -------- | ---------- | ---- | -------------- | -------- | -------- |
| 1994年 | 新加坡 |          | 帮会1889   |      |                |          |          |
| 1996年 | 新加坡 |          | 家有一宝   |      |                |          |          |
| 1996年 | 新加坡 |          | 美丽夜女郎 |      |                |          |          |
| 1997年 | 新加坡 |          | 大锣大鼓   |      |                |          |          |
| 2010年 | 新加坡 |          | 煮持人     |      | 张孝全         | 女主角   | 电视电影 |
| 2014年 | 新加坡 |          | 我是孝子   |      | 李铭顺, 李国煌 | 女主角   | 电影     |
| 2018年 | 新加坡 |          | 入侵者前傳 |      | 李铭顺         | 特別演出 | 电视电影 |

### 舞台剧
2009年《娘惹之恋》

## 主持作品
| 年份   | 节目名称             | 备注 |
| ------ | -------------------- | ---- |
| 2006年 | 《花花都市II》       |      |
| 2006年 | 《铁定好玩台湾游》   |      |
| 2008年 | 《美食寻根》（粵菜） |      |
| 2012年 | 《小女人，大视界》   |      |

## 音樂作品

### 個人專輯
| 年份   | 專輯名稱     | 類型 | 唱片公司 | 合作歌手 | 備注 |
| ------ | ------------ | ---- | -------- | -------- | ---- |
| 1997年 | 记得我的样子 |      |          |          |      |
| 1998年 | 爱情点心     |      |          |          |      |
| 2000年 | 享受现在     |      |          |          |      |

### 參與合輯
| 年份   | 專輯名稱                 | 類型 | 唱片公司 | 合作歌手 | 備注 |
| ------ | ------------------------ | ---- | -------- | -------- | ---- |
| 1996年 | GEMS晶粹                 |      |          |          |      |
| 1997年 | 陽光系列                 |      |          |          |      |
| 1998年 | 陽光系列Ⅱ                |      |          |          |      |
| 2004年 | 优频道贺年优选咚咚响     |      |          |          |      |
| 2007年 | 新传媒群星贺岁福牛迎瑞年 |      |          |          |      |
| 2008年 | 新传媒群星贺岁金猪庆丰年 |      |          |          |      |
| 2010年 | 新传媒群星贺岁金虎迎富贵 |      |          |          |      |
| 2010年 | 我们的主题曲             |      |          |          |      |
| 2012年 | 新传媒群星贺岁金蛇献祥和 |      |          |          |      |

## 广告代言
1995-1996年：
- Daisy Low-Fat Milk 低脂牛奶
- Arriba Sports Shoes 运动鞋

1996-1997年：
- World Gold Council Jewellery 世界黄金协会

1998-1999年：
- Singapore Singtel 新加坡电信
- Taiwan Tourism Ambassador 台湾旅游大使

2000年：
- Singapore Trust 新加坡电信
- Taiwan Traffic Safety Ambassador 台湾交通安全大使

2003-2004年：
- Cenosis

2005-2006年：
- MTM Custom Blended
- Skincare

2008-2009年：
- Slimfit

2010年：
- HL milk牛奶

## 奖项纪录

### 演技獎項
| 年份 | 頒獎典禮                | 獎項       | 劇集           | 角色           | 結果 |
| ---- | ----------------------- | ---------- | -------------- | -------------- | ---- |
| 2006 | 第13屆 紅星大獎2006     | 最佳女主角 | 《愛的掌門人》 | 蒋如情         | 提名 |
| 2010 | 第16屆 紅星大獎2010     | 最佳女主角 | 《煮婦的假期》 | 曾慧贤 (Alice) | 提名 |
| 2011 | 第17屆 紅星大獎2011     | 最佳女配角 | 《走進走出》   | 郑丹妮         | 提名 |
| 2012 | 第18屆 紅星大獎2012     | 最佳女主角 | 《萬福樓》     | 梁品红         | 提名 |
| 2012 | 第17屆 亚洲电视大奖2012 | 最佳女主角 | 《甘榜情》     | 冯月满         | 提名 |
| 2012 | 第17屆 亚洲电视大奖2012 | 最佳女主角 | 《注定》       | 许淑敏         | 提名 |

### 网络奖项
| 年份 | 頒獎典禮            | 獎項                      | 劇集       | 角色            | 結果 | 备注     |
| ---- | ------------------- | ------------------------- | ---------- | --------------- | ---- | -------- |
| 2012 | 第18屆 紅星大獎2012 | 最喜爱女角色              | 《甘榜情》 | 冯月满          | 提名 |          |
| 2013 | 第19屆 紅星大獎2013 | 最喜爱女角色              | 《对对碰》 | Vivian          | 提名 |          |
| 2013 | 第19屆 紅星大獎2013 | 最喜爱荧幕情侣            | 《对对碰》 | 郝有福 & Vivian | 提名 | 与郑各评 |
| 2013 | 第19屆 紅星大獎2013 | BottomSlim 观众票选美腿奖 | 不適用     | 不適用          | 獲獎 |          |
| 2016 | 第22届 红星大奖2016 | 最喜爱荧幕情侣            | 《起飞》   | 江楚帆 & 邓雪莉 | 提名 | 与郑斌辉 |

### 人气奖项
| 年份 | 頒獎典禮            | 獎項                 | 結果 | 備注   |
| ---- | ------------------- | -------------------- | ---- | ------ |
| 1995 | 第2屆 紅星大獎1995  | 五大最受欢迎女艺人   | 獲獎 |        |
| 1996 | 第3屆 紅星大獎1996  | 五大最受欢迎女艺人   | 獲獎 |        |
| 1997 | 第4屆 紅星大獎1997  | 十大最受欢迎女艺人   | 獲獎 |        |
| 1998 | 第5屆 紅星大獎1998  | 十大最受欢迎女艺人   | 獲獎 |        |
| 1999 | 第6屆 紅星大獎1999  | 十大最受欢迎女艺人   | 獲獎 |        |
| 2010 | 第16屆 紅星大獎2010 | 二十大最受欢迎女艺人 | 提名 |        |
| 2011 | 第17屆 紅星大獎2011 | 十大最受欢迎女艺人   | 獲獎 |        |
| 2012 | 第18屆 紅星大獎2012 | 十大最受欢迎女艺人   | 獲獎 |        |
| 2013 | 第19屆 紅星大獎2013 | 十大最受欢迎女艺人   | 獲獎 |        |
| 2021 | 第26屆 紅星大獎2021 | 十大最受欢迎女艺人   | 獲獎 |        |
| 2023 | 第28届 红星大奖2023 | 十大最受欢迎女艺人   | 獲獎 |        |
| 2024 | 第29届 紅星大奖2024 | 红星大奖超级红星     | 獲獎 | [ 16 ] |

### 其他獎項
| 年份 | 頒獎典禮                  | 獎項                     | 結果 | 備注             |
| ---- | ------------------------- | ------------------------ | ---- | ---------------- |
| 2003 | 第二届“亚洲人气偶像50强”  | 第9名                    | 獲獎 | 《联合早报》主办 |
| 2004 | FHM入选全球十大最性感女性 |                          | 獲獎 |                  |
| 2004 | 第三届“亚洲人气偶像50强”  | 第45名                   | 獲獎 | 《联合早报》主办 |
| 2007 | 红星大奖之戏剧情牵25      | 我最喜愛的女演員         | 提名 |                  |
| 2007 | 红星大奖之戏剧情牵25      | 熒幕玉女掌門人           | 提名 |                  |
| 2010 | OMY娱乐大赏               | 新加坡十大最受欢迎女艺人 | 提名 |                  |
| 2013 | 戏剧情牵30年              | 绝对吸睛经典场面         | 提名 |                  |

2012年：
- 新加坡Media Chat網站“網絡紅星大獎2012” [17] 年度反派大獎：郭舒賢《萬福樓》[18]